# Niall Mackenzie
Niall Mackenzie (Stirling, 19 luglio 1961) è un pilota motociclistico britannico ritiratosi dall'attività agonistica.
I suoi figli, Tarran e Taylor, sono anch'essi piloti professionisti.

## Carriera
Mackenzie corre, e vince, la sua prima gara motociclistica nell'aprile 1981. Nel 1984 vince il campionato britannico nella classe 350. L'anno seguente difende il titolo, conquistando inoltre quello della classe 250. Il suo quarto titolo nazionale, nella classe 250, arriva nel 1986.
Nel 1984 debutta anche nel motomondiale, correndo come wild card il Gran Premio di Gran Bretagna a bordo di una Armstrong-Rotax CF250, giungendo 28º. Parteciperà anche al successivo Gran Premio di Svezia, senza però riuscire a qualificarsi.Mackenzie gareggiò nel motomondiale, sia nella classe 250 che nella classe 500, fino al 1995. Nel 1986 e nel 1990 correrà in entrambe le classi. Il suo anno migliore fu il 1990, dove anche grazie a due terzi posti arriverà 4º nella classe 500.
Le ultime due stagioni nella classe 500 le corsa su una ROC Yamaha, moto che proprio con Mackenzie ottenne il miglior risultato della sua storia, un terzo posto conquistato al Gran Premio di Gran Bretagna 1993.
Concluse la sua carriera nel motomondiale nel 1995, anno in cui corse nella classe 250 su una Aprilia RSV 250.
Contemporaneamente alla sua partecipazione al motomondiale, Mackenzie prese parte anche al Campionato mondiale Superbike, dove debuttò nel 1990 al Gran Premio di Donington, nel qual ottenne un 4º posto nella seconda manche. Successivamente partecipò al mondiale superbike nel 1991, 1993, 1996, 1997, 1998 e 1999. La sua miglior annata fu il 1998, dove giunse 19º in classifica finale con 26 punti. Sempre con le derivate di serie, Mackenzie vinse per tre volte, dal 1996 al 1998, il British Superbike Championship correndo con una Yamaha del team di Robert McElnea.
Dopo il ritiro dalle competizioni, Mackenzie ha iniziato a collaborare come tester su strada per la rivista di settore Visordown.

## Risultati

### Motomondiale

#### Classe 250
| 1984 | Classe | Moto            |  |  |  |  |  |  |  |  |  |    |     |  |  |  |  | Punti | Pos. |
| ---- | ------ | --------------- |  |  |  |  |  |  |  |  |  | -- | --- |  |  |  |  | ----- | ---- |
| 1984 | 250    | Armstrong-Rotax |  |  |  |  |  |  |  |  |  | 28 | Rit |  |  |  |  | 0     |      |

| 1985 | Classe | Moto            |    |    |    |     |    |    |    |    |    |    |    |    |  |  |  | Punti | Pos. |
| ---- | ------ | --------------- | -- | -- | -- | --- | -- | -- | -- | -- | -- | -- | -- | -- |  |  |  | ----- | ---- |
| 1985 | 250    | Armstrong-Rotax | 24 | NQ | NQ | Rit | 14 | 16 | 14 | NQ | 14 | NQ | 10 | NQ |  |  |  | 1     | 28º  |

| 1986 | Classe | Moto            |  |  |  |  |  |    |   |    |    |    |    |    |  |  |  | Punti | Pos. |
| ---- | ------ | --------------- |  |  |  |  |  | -- | - | -- | -- | -- | -- | -- |  |  |  | ----- | ---- |
| 1986 | 250    | Armstrong-Rotax |  |  |  |  |  | 12 | 8 | 21 | 10 | 11 | NQ | NE |  |  |  | 4     | 21º  |

| 1990 | Classe | Moto   |    |    |  |  |  |  |  |  |  |  |  |  |  |  |  | Punti | Pos. |
| ---- | ------ | ------ | -- | -- |  |  |  |  |  |  |  |  |  |  |  |  |  | ----- | ---- |
| 1990 | 250    | Yamaha | 13 | 14 |  |  |  |  |  |  |  |  |  |  |  |  |  | 5     | 33º  |

| 1995 | Classe | Moto    |     |     |     |    |    |     |    |    |   |     |    |    |     |  |  | Punti | Pos. |
| ---- | ------ | ------- | --- | --- | --- | -- | -- | --- | -- | -- | - | --- | -- | -- | --- |  |  | ----- | ---- |
| 1995 | 250    | Aprilia | Rit | Rit | Rit | 11 | 14 | Rit | 12 | 19 | 6 | Rit | 19 | 11 | Rit |  |  | 26    | 18º  |

| Legenda | 1º posto        | 2º posto            | 3º posto            | A punti      | Senza punti        | Grassetto – Pole position Corsivo – Giro più veloce |
| Legenda | Gara non valida | Non qual./Non part. | Ritirato/Non class. | Squalificato | '-' Dato non disp. | Grassetto – Pole position Corsivo – Giro più veloce |

#### Classe 500
| 1986 | Classe | Moto         |  |  |  |  |  |  |  |  |   |   |   |    |  |  |  | Punti | Pos. |
| ---- | ------ | ------------ |  |  |  |  |  |  |  |  | - | - | - | -- |  |  |  | ----- | ---- |
| 1986 | 500    | Heron-Suzuki |  |  |  |  |  |  |  |  | 7 | 7 | 8 | NE |  |  |  | 11    | 10º  |

| 1987 | Classe | Moto  |     |   |   |    |   |    |     |   |   |   |   |   |   |   |   | Punti | Pos. |
| ---- | ------ | ----- | --- | - | - | -- | - | -- | --- | - | - | - | - | - | - | - | - | ----- | ---- |
| 1987 | 500    | Honda | Rit | 4 | 7 | 10 | 3 | NP | Rit | 7 | 5 | 5 | 5 | 7 | 6 | 8 | 7 | 61    | 5º   |

| 1988 | Classe | Moto  |   |   |   |   |    |   |     |   |    |     |     |   |   |   |   | Punti | Pos. |
| ---- | ------ | ----- | - | - | - | - | -- | - | --- | - | -- | --- | --- | - | - | - | - | ----- | ---- |
| 1988 | 500    | Honda | 4 | 3 | 5 | 7 | 11 | 9 | Rit | 5 | 11 | Rit | Rit | 4 | 4 | 6 | 4 | 125   | 6º   |

| 1989 | Classe | Moto   |   |     |   |   |    |     |  |    |   |    |   |   |   |   |   | Punti | Pos. |
| ---- | ------ | ------ | - | --- | - | - | -- | --- |  | -- | - | -- | - | - | - | - | - | ----- | ---- |
| 1989 | 500    | Yamaha | 6 | Rit | 5 | 3 | NP | Rit |  | 12 | 8 | 10 | 7 | 4 | 4 | 6 | 9 | 103   | 7º   |

| 1990 | Classe | Moto   |  |  |   |   |   |   |   |   |    |   |   |   |   |   |   | Punti | Pos. |
| ---- | ------ | ------ |  |  | - | - | - | - | - | - | -- | - | - | - | - | - | - | ----- | ---- |
| 1990 | 500    | Suzuki |  |  | 8 | 5 | 3 | 5 | 3 | 5 | 12 | 6 | 5 | 5 | 4 | 7 | 5 | 140   | 4º   |

| 1991 | Classe | Moto   |  |  |  |  |  |  |  |  |  |  |   |   |  |    |   | Punti | Pos. |
| ---- | ------ | ------ |  |  |  |  |  |  |  |  |  |  | - | - |  | -- | - | ----- | ---- |
| 1991 | 500    | Yamaha |  |  |  |  |  |  |  |  |  |  | 7 | 5 |  | 12 | 6 | 34    | 17º  |

| 1992 | Classe | Moto   |   |     |     |   |   |   |     |   |    |   |     |   |   |  |  | Punti | Pos. |
| ---- | ------ | ------ | - | --- | --- | - | - | - | --- | - | -- | - | --- | - | - |  |  | ----- | ---- |
| 1992 | 500    | Yamaha | 7 | Rit | Rit | 3 | 9 | 7 | Rit | 7 | 14 | 6 | Rit | 9 | 8 |  |  | 37    | 11º  |

| 1993 | Classe | Moto       |    |   |    |   |    |   |   |   |   |   |     |   |   |   |  | Punti | Pos. |
| ---- | ------ | ---------- | -- | - | -- | - | -- | - | - | - | - | - | --- | - | - | - |  | ----- | ---- |
| 1993 | 500    | ROC Yamaha | 10 | 8 | 13 | 7 | 11 | 9 | 8 | 6 | 8 | 3 | Rit | 9 | 8 | 8 |  | 103   | 9º   |

| 1994 | Classe | Moto       |    |    |    |   |   |   |     |   |     |   |   |    |    |   |  | Punti | Pos. |
| ---- | ------ | ---------- | -- | -- | -- | - | - | - | --- | - | --- | - | - | -- | -- | - |  | ----- | ---- |
| 1994 | 500    | ROC Yamaha | NC | 11 | 19 | 8 | 9 | 8 | Rit | 9 | Rit | 8 | 9 | 10 | 11 | 8 |  | 69    | 10º  |

| Legenda | 1º posto        | 2º posto            | 3º posto            | A punti      | Senza punti        | Grassetto – Pole position Corsivo – Giro più veloce |
| Legenda | Gara non valida | Non qual./Non part. | Ritirato/Non class. | Squalificato | '-' Dato non disp. | Grassetto – Pole position Corsivo – Giro più veloce |

### Campionato mondiale Superbike
| 1990 | Moto   |  |  |    |   |  |  |  |  |  |  |  |  |  |  |  |  |  |  |  |  |  |  |  |  |  |  | Punti | Pos. |
| ---- | ------ |  |  | -- | - |  |  |  |  |  |  |  |  |  |  |  |  |  |  |  |  |  |  |  |  |  |  | ----- | ---- |
| 1990 | Yamaha |  |  | 13 | 4 |  |  |  |  |  |  |  |  |  |  |  |  |  |  |  |  |  |  |  |  |  |  | 16    | 35º  |

| 1991 | Moto           |   |   |    |    |  |  |    |    |  |  |  |  |  |  |     |   |  |  |  |  |  |  |  |  |  |  | Punti | Pos. |
| ---- | -------------- | - | - | -- | -- |  |  | -- | -- |  |  |  |  |  |  | --- | - |  |  |  |  |  |  |  |  |  |  | ----- | ---- |
| 1991 | Honda e Yamaha | 7 | 7 | NP | NP |  |  | 15 | 12 |  |  |  |  |  |  | Rit | 6 |  |  |  |  |  |  |  |  |  |  | 33    | 22º  |

| 1993 | Moto   |  |  |  |  |  |  |  |  |  |  |  |  |  |  |  |  |  |  |  |  |  |  |     |   |  |  | Punti | Pos. |
| ---- | ------ |  |  |  |  |  |  |  |  |  |  |  |  |  |  |  |  |  |  |  |  |  |  | --- | - |  |  | ----- | ---- |
| 1993 | Ducati |  |  |  |  |  |  |  |  |  |  |  |  |  |  |  |  |  |  |  |  |  |  | Rit | 4 |  |  | 13    | 34º  |

| 1994 | Moto   |  |  |  |  |  |  |  |  |  |  |  |  |  |  |  |  |  |  |    |     |  |  |  |  |  |  | Punti | Pos. |
| ---- | ------ |  |  |  |  |  |  |  |  |  |  |  |  |  |  |  |  |  |  | -- | --- |  |  |  |  |  |  | ----- | ---- |
| 1994 | Yamaha |  |  |  |  |  |  |  |  |  |  |  |  |  |  |  |  |  |  | 22 | Rit |  |  |  |  |  |  | 0     |      |

| 1995 | Moto   |  |  |  |  |     |    |  |  |  |  |  |  |  |  |  |  |  |  |  |  |  |  |  |  |  |  | Punti | Pos. |
| ---- | ------ |  |  |  |  | --- | -- |  |  |  |  |  |  |  |  |  |  |  |  |  |  |  |  |  |  |  |  | ----- | ---- |
| 1995 | Ducati |  |  |  |  | Rit | 18 |  |  |  |  |  |  |  |  |  |  |  |  |  |  |  |  |  |  |  |  | 0     |      |

| 1996 | Moto   |  |  |    |    |  |  |  |  |  |  |  |  |    |     |  |  |  |  |  |  |  |  |  |  |  |  | Punti | Pos. |
| ---- | ------ |  |  | -- | -- |  |  |  |  |  |  |  |  | -- | --- |  |  |  |  |  |  |  |  |  |  |  |  | ----- | ---- |
| 1996 | Yamaha |  |  | 16 | 13 |  |  |  |  |  |  |  |  | 11 | Rit |  |  |  |  |  |  |  |  |  |  |  |  | 8     | 34º  |

| 1997 | Moto   |  |  |  |  |   |   |  |  |  |  |  |  |    |     |  |  |  |  |  |  |  |  |  |  |  |  | Punti | Pos. |
| ---- | ------ |  |  |  |  | - | - |  |  |  |  |  |  | -- | --- |  |  |  |  |  |  |  |  |  |  |  |  | ----- | ---- |
| 1997 | Yamaha |  |  |  |  | 7 | 8 |  |  |  |  |  |  | SQ | Rit |  |  |  |  |  |  |  |  |  |  |  |  | 17    | 27º  |

| 1998 | Moto   |  |  |     |   |  |  |  |  |  |  |  |  |  |  |  |  |   |    |  |  |  |  |  |  |  |  | Punti | Pos. |
| ---- | ------ |  |  | --- | - |  |  |  |  |  |  |  |  |  |  |  |  | - | -- |  |  |  |  |  |  |  |  | ----- | ---- |
| 1998 | Yamaha |  |  | Rit | 6 |  |  |  |  |  |  |  |  |  |  |  |  | 6 | 10 |  |  |  |  |  |  |  |  | 26    | 19º  |

| 1999 | Moto   |  |  |  |  |    |    |  |  |  |  |  |  |  |  |  |  |   |   |  |  |  |  |  |  |  |  | Punti | Pos. |
| ---- | ------ |  |  |  |  | -- | -- |  |  |  |  |  |  |  |  |  |  | - | - |  |  |  |  |  |  |  |  | ----- | ---- |
| 1999 | Yamaha |  |  |  |  | 12 | 10 |  |  |  |  |  |  |  |  |  |  | 8 | 7 |  |  |  |  |  |  |  |  | 27    | 23º  |

| Legenda | 1º posto        | 2º posto            | 3º posto           | A punti      | Senza punti        | Grassetto – Pole position Corsivo – Giro più veloce |
| Legenda | Gara non valida | Non qual./Non part. | Ritirato/Non class | Squalificato | '-' Dato non disp. | Grassetto – Pole position Corsivo – Giro più veloce |